# FK Dubočica Leskovac
Gradski fudbalski klub Dubočica srbijanski je nogometni klub iz Leskovca. Osnovan je 1923. godine kao Radnički sportski klub Crvena zastava. Trenutačno se natječe u Prvoj ligi Srbije. Od 2015. godine klub nastupa kao GFK Dubočica, prethodno je u godinama 1923. – 2011. nastupao u natjecanju kao FK Dubočica, a u godinama 2011. –  2014. kao FK Dubočica 1923.
Naziv kluba proizašao je iz tradicionalnog sinonima za Leskovac i okolinu.

## Povijest
U doba SFRJ najviši rang nogometnih natjecanja u kojem je Dubočica Leskovac igrala bila je Druga liga SFR Jugoslavije u kojoj je klub igrao 14 sezona: 1956./57., 1957./58., 1968./69. – 1971./72. i 1975./76. – 1982./83. U godinama 1988. –  1992. klub je igrao 4 sezone u Međurepubličkoj ligi u skupini Istok (3. stupanj jugoslavenskog nogometnog natjecanja).
U vrijeme Savezne Republike Jugoslavije Dubočica je igrala u Drugoj ligi SR Jugoslavije 8 sezona: sezone 1992./93. – 1994./95., sezona 1996./97. i sezone 1999./00. – 2003./04.
Godine 2014. zbog financijskih problema FK Dubočica Leskovac istupa iz lige u sezoni 2014./15., a od sezone 2015./16. klub počinje igrati u 5. stupnju srpskog nogometnog natjecanja kao GFK Dubočica.

## Uspjesi

### Nacionalni
- Prva srpska liga (2): 1974./75., 1975./76.
- Srpska nogometna liga (skupina jug) (1): 1972./73.
- Kup nogometnog saveza SR Srbije (1): 1970.

### Regionalni
- Okružna liga Leskovca (6): 1935./36., 1937./38., 1938./39., 1940./41., 1943./44., 1946.
- Kup grada Leskovca (6): 1939., 1953., 1954., 1955., 1961., 1962.
- Kup Južnomoravske brigade (3): 1953., 1954., 1955.
- Niška nogometna zona (2): 1959./60., 1966./67.
- Niški nogometni podsavez (2): 1954./55., 1955./56.
- Srpska liga Istok (1): 2022./23.[5]
- Zonska liga Jug (1): 2017./18.[6]
- Jablanička okružna liga (1): 2015./16.[7]
- Moravska okružna liga (1): 1928./29.

## Vanjske poveznice
- FK Dubočica na srbijasport.net
- GFK Dubočica na srbijasport.net